# Der Zeitraum (Comic)
Der Zeitraum (auf Englisch A Fraction of Time) ist ein Comic von Lisa Frühbeis, der als Teil des Projektes Scroll Down to Proceed des Goethe-Instituts entstand. Die Comic-Künstlerin erzählt darin von einer alleinerziehenden Mutter, die durch ein geheimnisvolles Tor in eine Fantasiewelt gelangt, in der sie sich zu verlieren droht. Der Webtoon erschien 2021 auf der süd-koreanischen Plattform Tapastic, im Jahr 2023 folgte die Buchveröffentlichung beim Carlsen Verlag.

## Inhalt
Der Zeitraum erzählt von einer alleinerziehenden Mutter und Komponistin, die angestrengt an einer Einreichung für einen Wettbewerb arbeitet. Sie ist eine von vier Kandidaten, die auf der Shortlist für einen Nachwuchskomponistenpreis stehen. Ihr bleibt eine Woche Zeit, um ihr finales Bewerbungsstück einzureichen. Der Vater ihrer zwei Kinder, die beiden haben einen jungen Sohn und eine pubertierende Tochter, hat sie verlassen. Unterhalt zahlt er auch nicht mehr. Dadurch geraten die drei in finanzielle Not und müssen in das kleine Ferienhaus ihres (Groß-)Onkels ziehen. Das sogenannte Tiny House befindet sich auf einer kargen und sonst unbewohnten Insel, nur das Postboot kommt regelmäßig vorbei.
Während sich die Situation mit ihrer Arbeit und den Kindern zuspitzt – sie wird zum Beispiel immer wieder von ihren Kindern unterbrochen, fühlt sich mit dem Haushalt überfordert und insbesondere von ihrer Tochter alleingelassen, ihre Mutter hat kein Verständnis für ihre künstlerische Tätigkeit, oder ihr Ex-Mann belastet sie mit anstrengenden Telefonaten – will die Frau ihre Sorgen in Alkohol ertränken. Sie findet ihren Ausweg allerdings in einer von allem abgeschotteten Parallelwelt. Hier fühlt sie sich so wohl und sicher, dass sie immer öfter in Welt hinter dem merkwürdigen Portal auf der Insel flüchtet. Sie verwandelt sich zunehmend in ein Monster und vernachlässigt ihre Kinder, bis diese ihr schließlich in die Fantasiewelt folgen. Dort fühlt sie sich von ihren Kindern bedroht und möchte alleingelassen werden, weswegen sie die beiden angreift und verfolgt. Selbst nachdem sie durch das Portal wieder die Insel betreten, bleibt die Frau in der Gestalt einer bedrohlichen Kreatur und macht weiter Jagd auf ihre Kinder. Erst im letzten Moment und nachdem sie das Ferienhaus bereits beträchtlich beschädigt hat, lässt das Monster von den Kindern ab und flieht in den kleinen Wald auf der Insel. Es folgt eine psychedelische Bootsfahrt mit einem namenlosen Fährmann, der die Frau zu einer Entscheidung zwischen ihren Kindern und dem Musikwettbewerb drängen will, was sie wörtlich in der Mitte zerreißen lässt. Doch die Frau widersteht dem Druck und ihre zwei Körperhälften verbinden sich wieder, während sie mit Nachdruck die Worte „Ich hab nein gesagt!“ spricht.
Die Frau kommt in menschlicher Gestalt am Strand nackt wieder zu Bewusstsein. Eine deutlich sichtbare Narbe zieht sich vorne wie hinten durch die Mitte ihres Körpers, auch durch ihr Gesicht. Zurück im Ferienhaus sind die Kinder froh, ihre Mutter in normaler Gestalt wieder zurückzuhaben. Auch die Frau schließt Sohn und Tochter erleichtert, dass niemand zu Schaden gekommen ist, in die Arme. Ihr Musikstück kann sie anschließend ebenfalls zu Ende komponieren. Auf den letzten Seiten verlässt die Familie das Tiny House und die abgelegene Insel mit dem Postboot und wirkt dabei sichtlich erholter als noch bei ihrer Ankunft. Auf die Frage des Briefträgers, wo es denn jetzt hingehen solle, antwortet die Frau im letzten Bild lächelnd „Die Zeit wird es zeigen“.

## Entstehung und Stil
Den Anfang bildet eine Szene, die Frühbeis etwa sechs Jahre vor Veröffentlichung im Halbschlaf vor Augen hatte. Darin betritt an anthropomorphes Wesen den Balkon eines Turms und streckt beide Arme weit aus. Zu dieser Zeit war Frühbeis stark in ehrenamtliche Arbeit eingebunden und hatte einerseits ein Bedürfnis nach Freiheit, andererseits deswegen ein schlechtes Gewissen. Gleichzeitig beschäftigte sie der eigene Kinderwunsch und die Vereinbarkeit von Familie und der künstlerischen Tätigkeit. Aus der Idee entstand eine ungefähr 60 Seiten lange Kurzgeschichte, in der der Grundkonflikt von Der Zeitraum bereits angelegt war. Frühbeis erhielt 2019 ein Aufenthaltstipendium für das Austauschprogramm Literatur in Québec des Bayerischen Kultusministeriums, in dessen Rahmen eine erste Version von Der Zeitraum entstand. Im Jahr 2021 war Frühbeis eine von vier Frauen, die zu dem Webtoon-Projekt Scroll Down to Proceed – Female Lives in Webtoons des Goethe-Instituts beitrugen. Die englischsprachige Kooperation diente als Grundlage für den digitalen Austausch von jeweils zwei deutschen und süd-koreanischen Comic-Künstlerinnen; neben Frühbeis waren noch Elizabeth Pich, Hyeojae Han und SeoYoung Min beteiligt. Während der COVID-19-Pandemie tauschten sich die Beteiligten über vier Monate online untereinander aus und besprachen zum Beispiel Skripte und Storyboards. Im Fokus der Geschichten stehen jeweils eine weibliche Protagonistin und ihre Lebensumstände, von Frühbeis stammt der Beitrag A Fraction of Time. Während der Pandemie dachte Frühbeis viel über die verschiedenen Wahrnehmungen von Zeit nach, was sich dann zum Hauptthema der Geschichte entwickelte. Das ursprüngliche Skript kürzte sie um gut hundert Seiten, da in dem regelmäßigen Veröffentlichungsformat Zeit eine knappe Ressource war. Als Inspiration für den Handlungsort diente eine Tiny-House-Wohnsiedlung auf der norwegischen Inselgruppe Lofoten, wo Frühbeis eine einwöchige Forschungsreise mit Freunden verbrachte.
Auf Grundlage des gekürzten Skripts entwickelte Frühbeis ihr Storyboard. Die digitalisierten und vergrößerten Scans des Storyboards dienten ihr als direkte Skizzenvorlage am Leuchttisch. Mit Füller und Tusche erstellte sie die Konturen der finalen Zeichnungen, um sie anschließend mit Aquarell- und Acryltinte zu kolorieren. Frühbeis gestaltet ihre minimalistischen Illustrationen mit einer klaren Linienführung. Der Teil der Geschichte, der in der Wirklichkeit spielt, ist fast ausschließlich in fließenden Grautönen gehalten, die mit den klaren Konturen und weißen Flächen kontrastieren. Eine Ausnahme bilden unter anderem die Szenen, in denen die Frau Musik macht. Dabei strömen die Klänge als geschwungene, farbige Linien und Formen aus ihrem Instrument. Das Portal ist in violett gehalten, die Parallelwelt setzt sie mit lebhaften und knalligen Farben um. Diese wirkt wie ein Traum oder Drogenrausch und bildet einen direkten visuellen Kontrast zur grauen Realität. Als Webcomic ist der Inhalt auf das Lesen an Bildschirmen ausgerichtet und der Bildlauf folgt der Leserichtung von oben nach unten. Sämtliche Panels ordnet Frühbeis einzeln übereinander an und variiert diese sowohl in Größe als auch Position. In der Erzählung finden sich winzige aber auch bildschirmfüllende Bilder, mal sind diese mittig, links- oder rechtsbündig angeordnet. Auch unterschiedliche Abstände zwischen den Panels erzeugen Dramaturgie und ein wechselndes Erzähltempo.
Für die Buchform montierte Frühbeis die Bilder um und zeichnete zusätzliche Seiten, um das Tempo der Geschichte der Veröffentlichungsform anzupassen. So sind beispielsweise die Panelanordnung und Bildgrößen einheitlicher gestaltet. Während die Szenen in der Wirklichkeit meist in Panelränder eingefasst sind, schließen die in der Regel seitenfüllenden Bilder der Parallelwelt ohne trennende Linien direkt aneinander an.

## Veröffentlichungen
Die erste Variante von Der Zeitraum veröffentlichte das Literaturportal Bayern online als Teil der Reihe „Kultur trotz Corona“ am 29. November 2020. A Fraction of Time erschien online alle zwei Wochen ab dem 14. September bis zum 25. November 2021 in 15 Episoden auf der süd-koreanischen Webtoon-Plattform Tapastic. Der Carlsen Verlag publizierte eine deutsche Printausgabe als Der Zeitraum: Oder wie ich versuchte, das Monster in mir zu lieben im Mai 2023. Auf dem Titelbild ist das violette Portal mittig platziert, darüber befinden sich zentriert der Titelschriftzug und Name der Autorin. Auf der linken, schwarz-weißen Hälfte sieht man die Frau stehen, wie sie ihre Hand zum Portal ausstreckt und mit den Fingerspitzen bereits berührt. Im Hintergrund verstecken sich ihre Kinder im dunklen Gebüsch. Auf der rechten Seite verliert sich die Landschaft in abstrakten, bunten Formen.

## Kritiken und Auszeichnung
Die Online- und die Printausgabe wurden von Kritikern positiv besprochen, sowohl mit Blick auf die mitreißende Geschichte, als auch bezüglich der einfachen, aber gekonnt umgesetzten Illustrationen. Dabei wird insbesondere die Bildkomposition gelobt.
Im Jahr 2022 erhielt Der Zeitraum einen GINCO Award in der Kategorie „Bester Webcomic“. Für die Jury stellt die Veröffentlichung dank der „Verwendung von einfachen Linien und Farben, um meisterhafte Bildkompositionen zu gestalten“, ein „absolute[s] Vorbild für den modernen Comic im Web“ dar. Frühbeis schöpfe das Medium auf besondere Art aus und schaffe es, auf „grandiose Weise […], eine fesselnde Geschichte im Scroll-Down-Prinzip zu gestalten“.
Die Erzählung sei in vielerlei Hinsicht herausragend, hält Tyll Peters zur Online-Veröffentlichung für Alfonz fest. Trotz des einfachen Stils und wenigen, aber „gekonnt eingesetzten Farben“ entständen „atemberaubende, großartige Bildkompositionen“. Es brauche „nicht mehr als den violetten Glanz in den […] Augen der Heldin und ein breites Grinsen in ihrem Gesicht, um ihre Besessenheit zu visualisieren“. Der Zeitraum sei eine „mitreißende Geschichte über ein Thema, das der Künstlerin […] besonders am Herzen liegt“, nämlich über den alltäglichen Stress in ihrem Leben, „das von Geldnot, Deadlines und Burnout geprägt ist“.
Zur Printausgabe schreibt Rilana Kubassa im Tagesspiegel, Frühbeis erzähle in eindrücklichen Bildern die Geschichte einer alleinerziehenden Mutter. Während in der Landschaft die Zeit stillzustehen scheine, tobe im Tiny House hingegen bald das Chaos. Die „Vulva-Form“ des Portals lasse vermuten, „dass die hindurchsteigende Frau sich in den sorglosen Zustand eines Ungeborenen zurücksehnt“. Doch für sie gebe es kein Zurück, da sie für ihre Kinder verantwortlich ist, sondern nur die „Frage nach dem Wie – wie sie das alles schaffen kann“. Der Zeitraum greife „Probleme auf, mit denen […] Mütter heute noch immer konfrontiert sind – und mit denen sie […] weitgehend alleingelassen werden“.
Auf comic-couch.de heißt es, Frühbeis kontrastierte „gekonnt die graue Welt des Alltags mit einer bunten, sorgenfreien Traumwelt, in die sicher jeder Elternteil mal entfliehen“ wolle. Es stelle sich dabei jedoch die Frage, ob „Perfektion in allen Lebenslagen überhaupt erstrebenswert“ sei.